# Гетман польный литовский
Ге́тман по́льный лито́вский (бел. Гетман польны літоўскі, лит. Lietuvos lauko etmonas, пол. Hetman polny litewski) — заместитель руководителя вооружённых сил Великого княжества Литовского (гетмана великого).
В мирное время великий гетман обычно находился при дворе, занимался административными и стратегическими вопросами, а польный гетман находился «в поле» (сравните с «фельдмаршал» — «полевой маршал»), руководил малыми операциями, охраной границ.

## Список гетманов
1. Юрий Радзивилл «Геркулес» — 1521—1531
2. Андрей Немирович — 1536—1541
3. Григорий Александрович Ходкевич — 1561—1566
4. Роман Фёдорович Сангушко — 1569—1571
5. Криштоф Радзивилл «Перун» — 1572—1589
6. Ян Кароль Ходкевич — 1600—1605
7. Христофор Радзивилл (младший) — 1615—1635
8. Януш Кишка — 1635—1646
9. Януш Радзивилл — 1646—1654
10. Винцент Корвин-Гонсевский — 1654—1662
11. Михаил Казимир Пац — 1663—1667
12. Владислав Волович — 1667—1668
13. Михаил Казимир Радзивилл — 1668—1680
14. Казимир Ян Сапега — 1681—1682
15. Ян Самуилович Огинский — 1682—1684
16. Юзеф Богуслав Слушка — 1685—1701
17. Михаил Серваций Вишневецкий — 1702—1703
18. Григорий Антоний Огинский — 1703—1709
19. Михаил Серваций Вишневецкий (вновь) — 1707—1709
20. Людвик Поцей — 1709
21. Станислав Эрнест Денхоф — 1709—1728
22. Ежи Иероним Кришпин-Киршенштейн — 1710 — 1711
23. Михаил Казимир Радзивилл (Рыбанька) — 1735—1744
24. Михаил Юзеф Масальский — 1744—1762
25. Александр Михаил Сапега — 1762—1775
26. Юзеф Сосновский — 1775—1780
27. Людвик Тышкевич — 1780—1791
28. Симон Мартин Косаковский — 1792—1793
29. Юзеф Забелло — 1793—1794

## Галерея

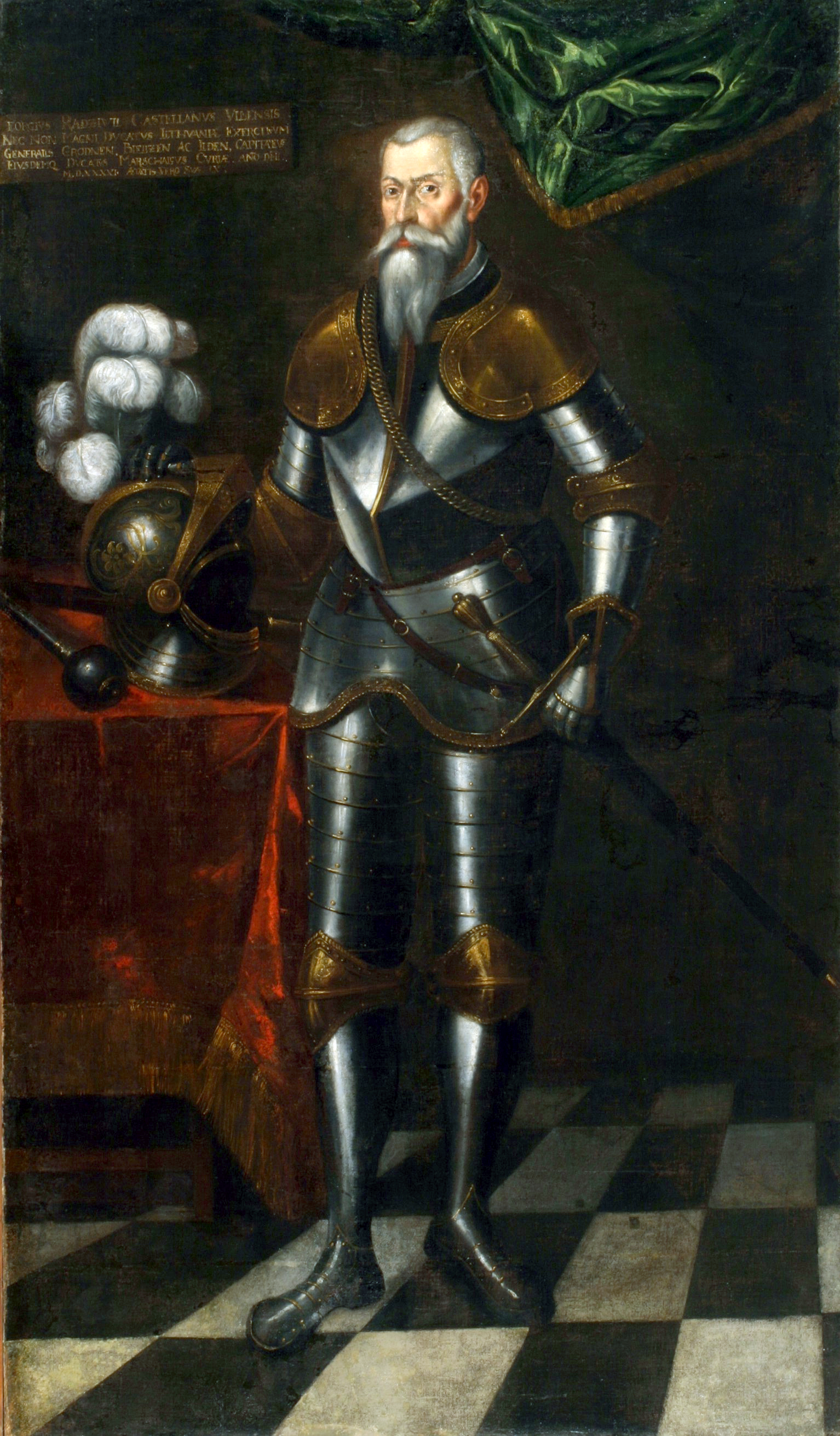
Радзивилл, Юрий (Геркулес)
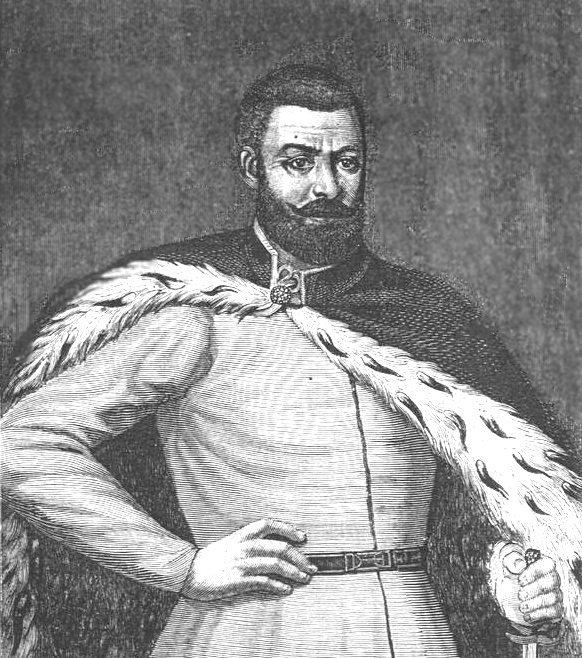
Григорий Александрович Ходкевич
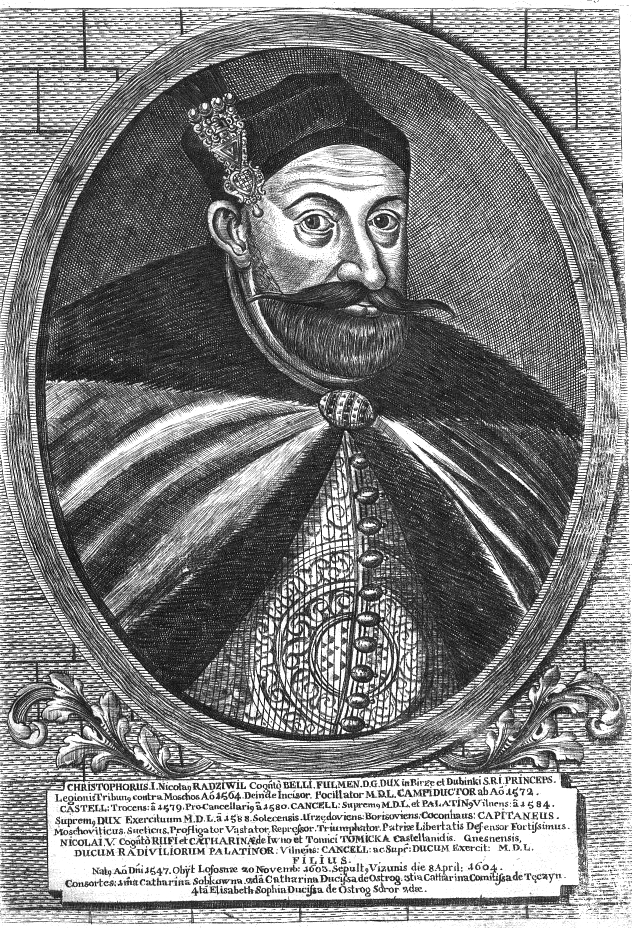
Радзивилл «Перун», Христофор
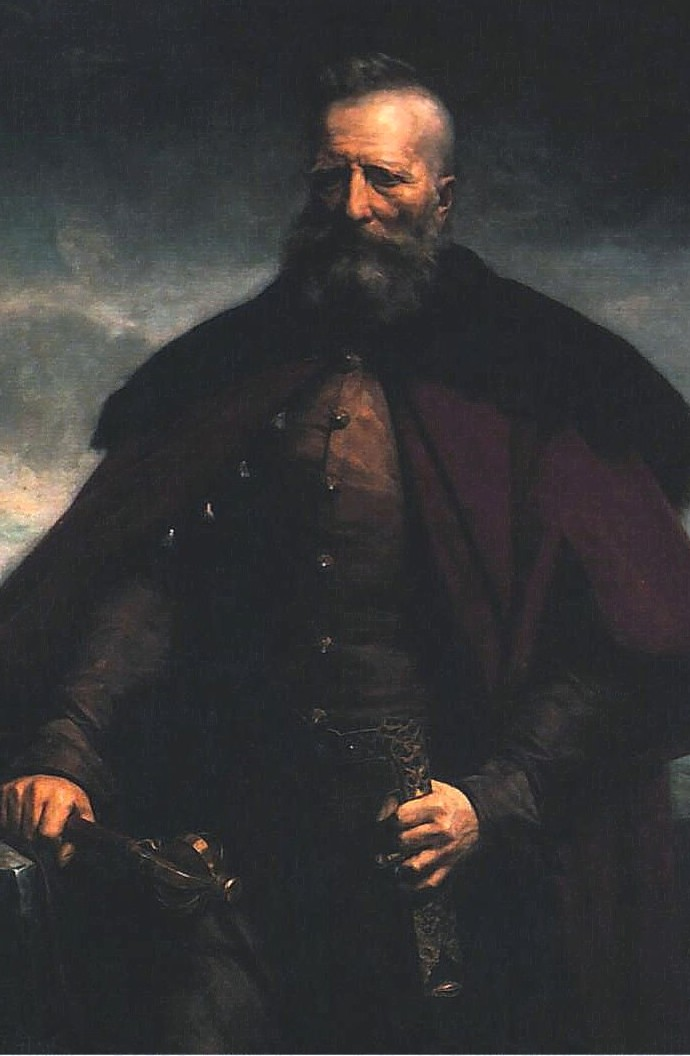
Ян Кароль Ходкевич
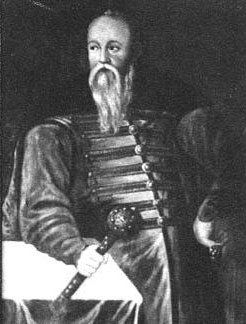
Януш Кишка
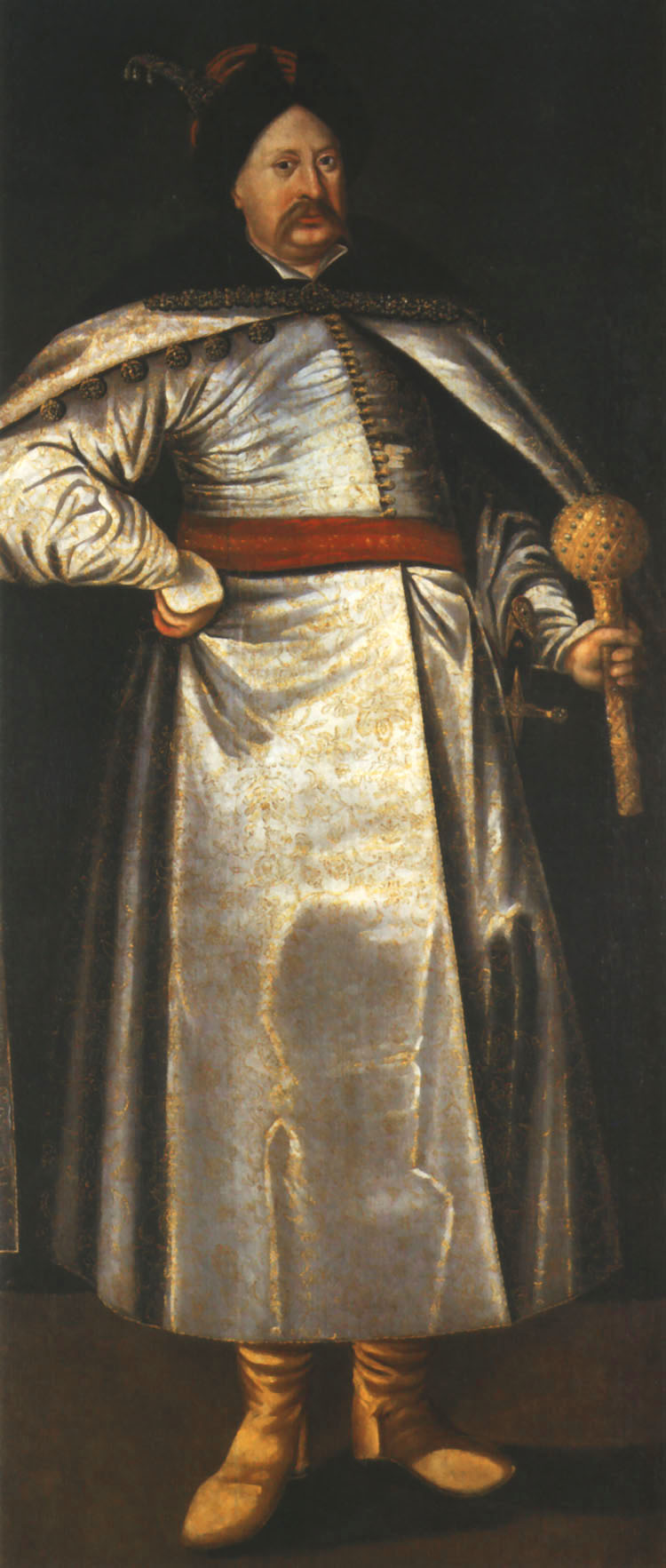
Януш Радзивилл
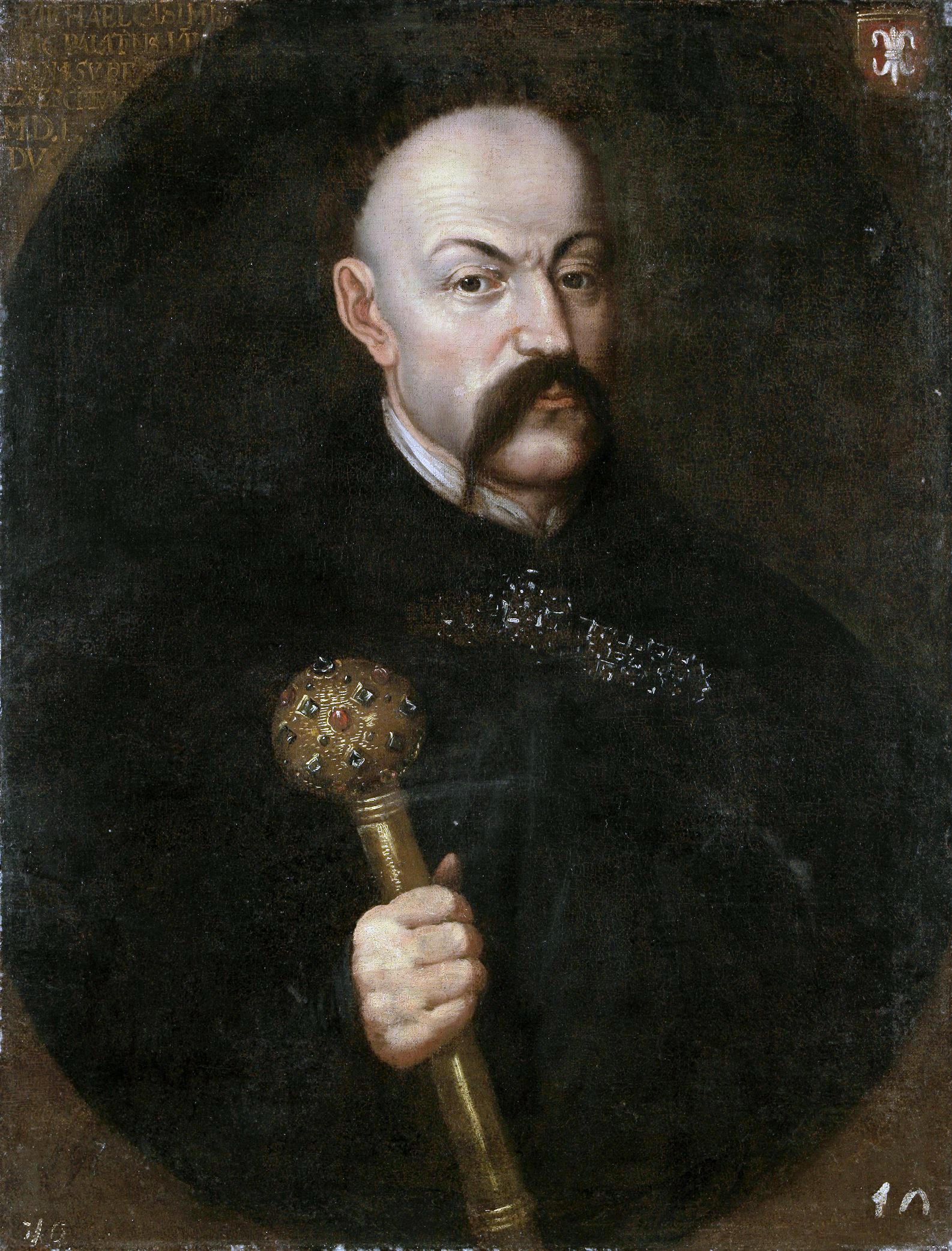
Михаил Казимир Пац
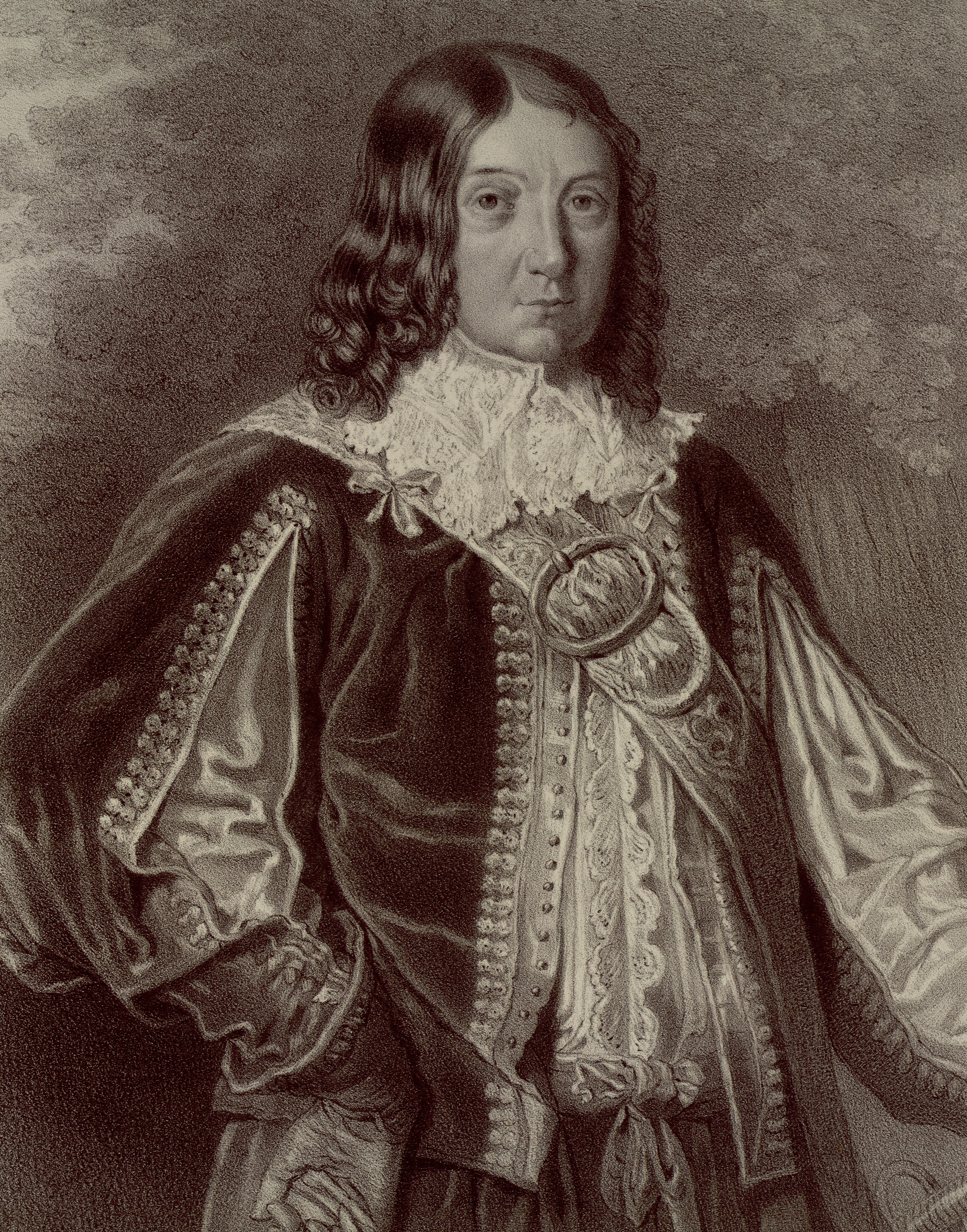
Михаил Казимир Радзивилл
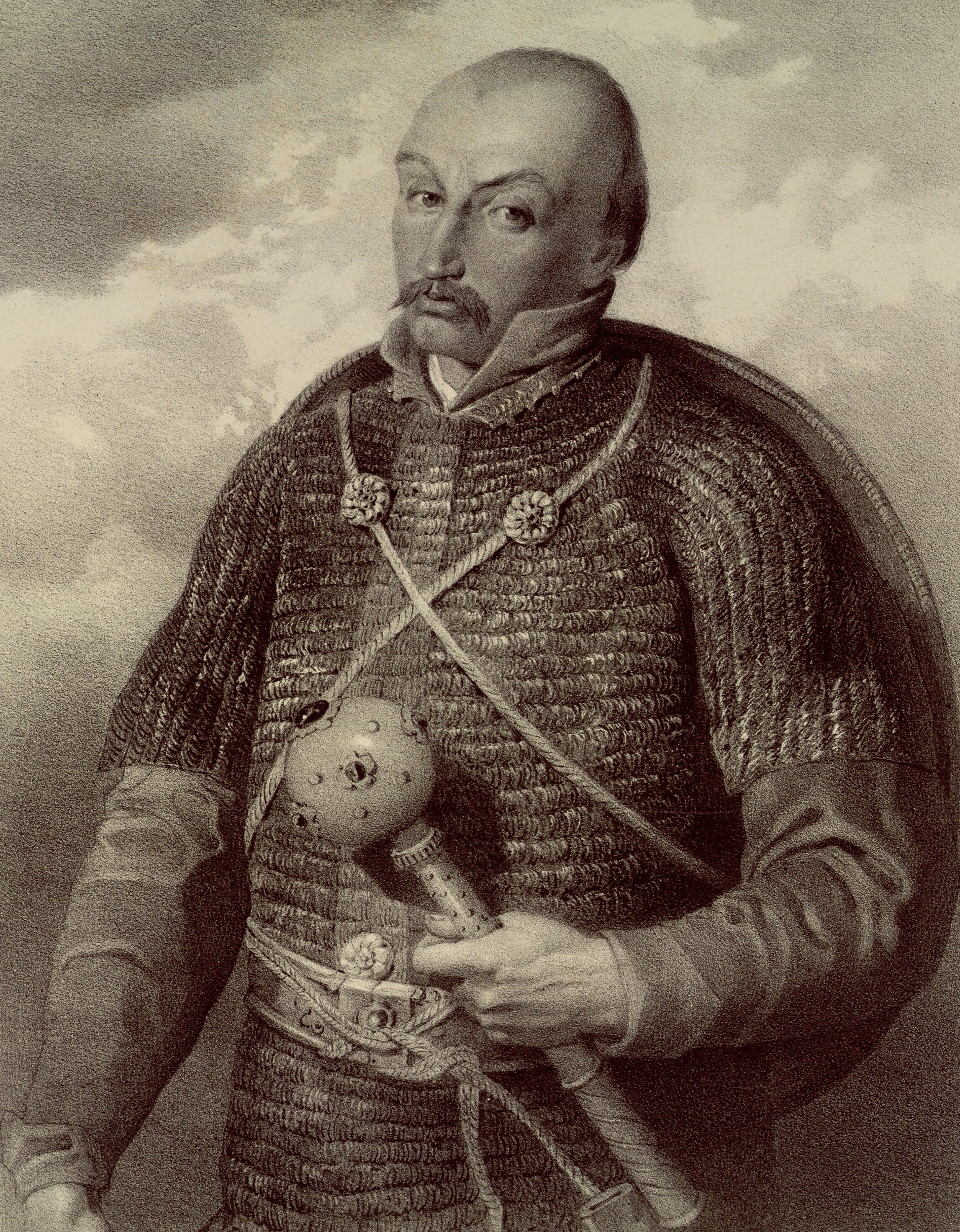
Сапега, Казимир Ян
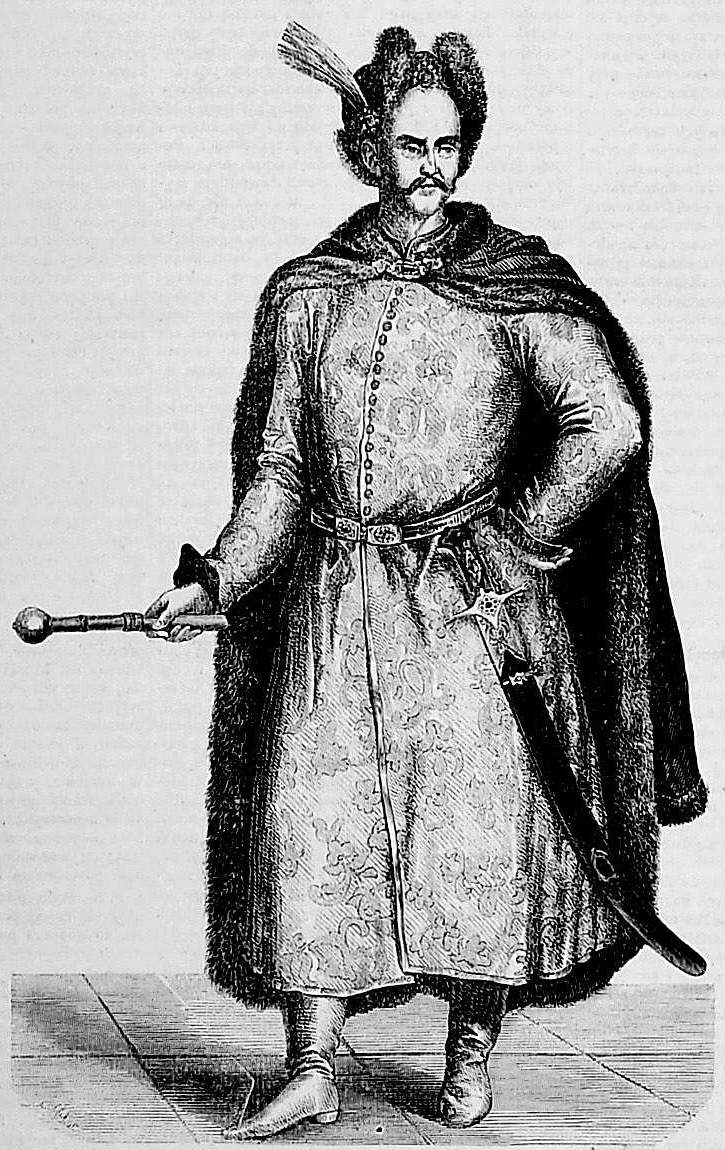
Слушка, Юзеф Богуслав
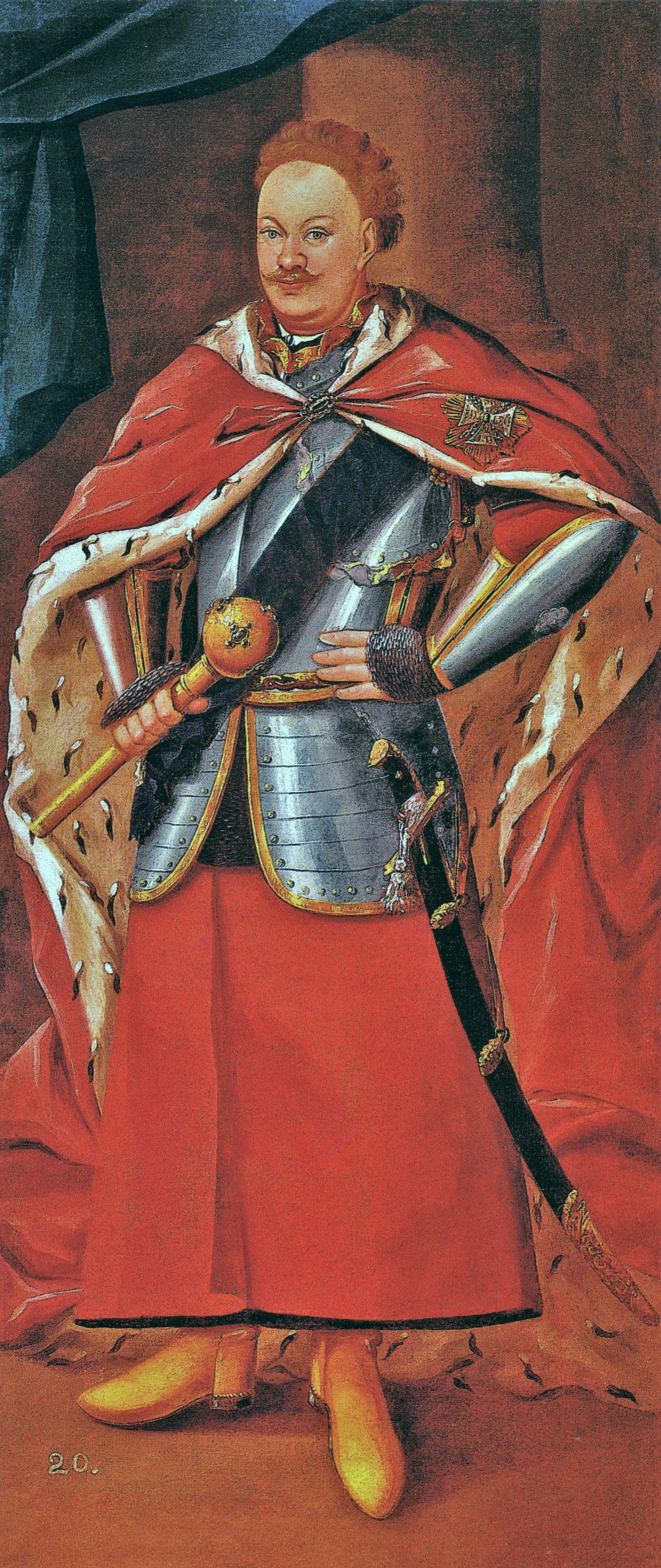
Вишневецкий, Михаил Серваций
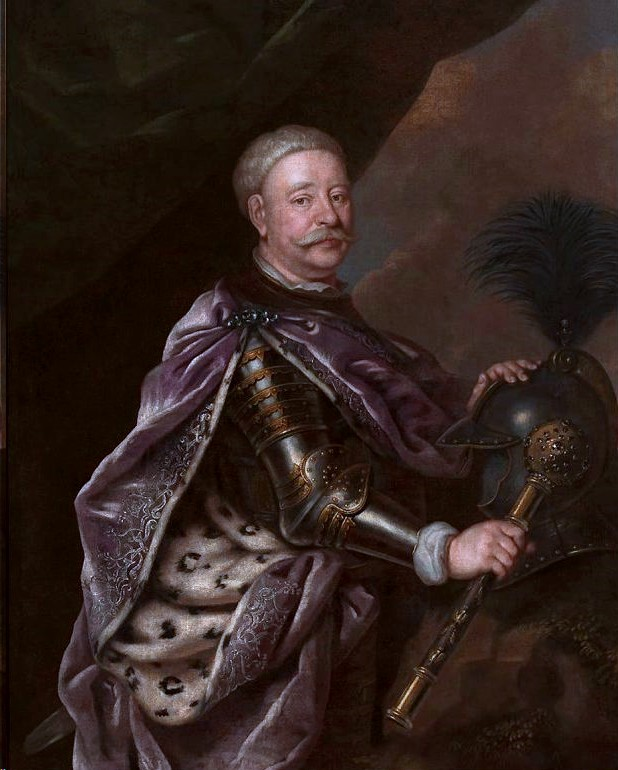
Григорий Антоний Огинский
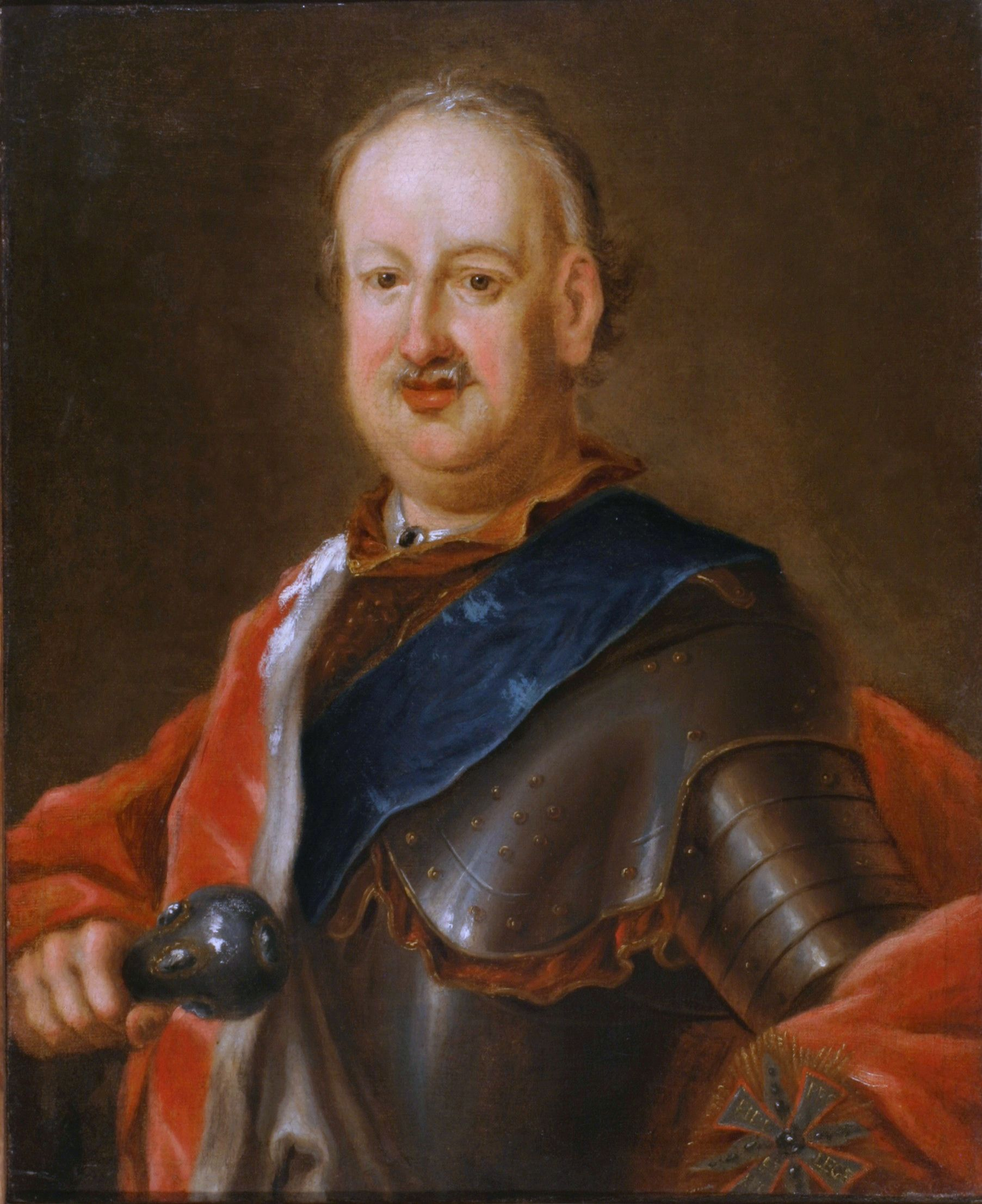
Радзивилл, Михаил Казимир Рыбонька
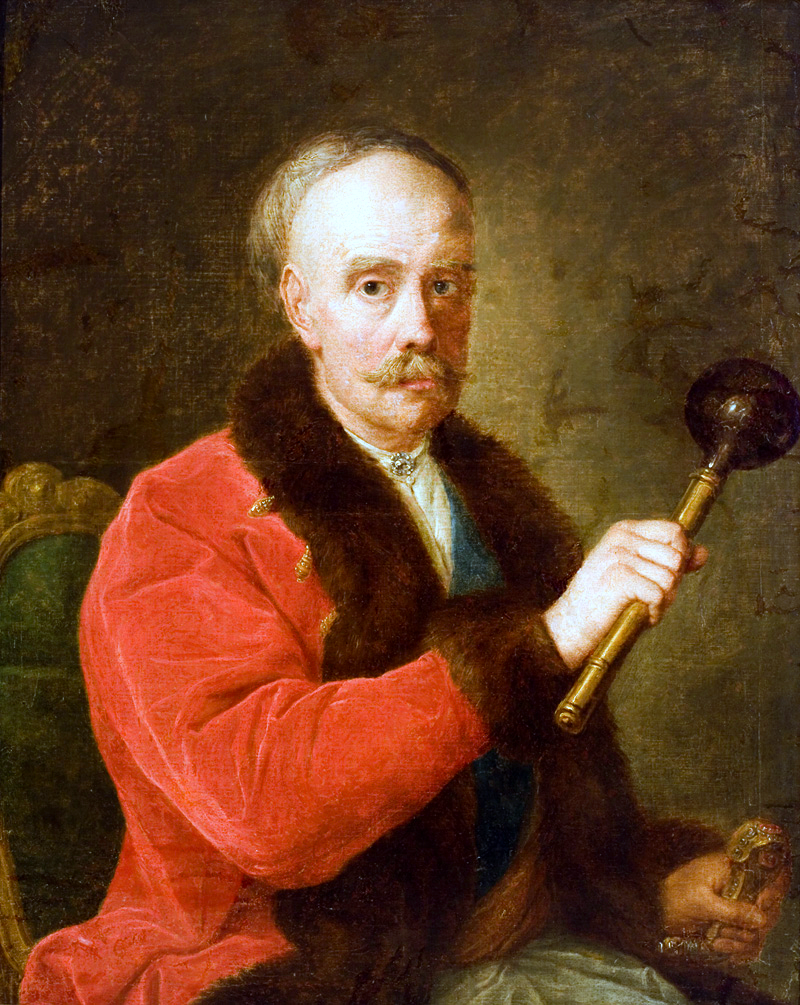
Михаил Юзеф Масальский